# 12628 Acworthorr
12628 Acworthorr è un asteroide della fascia principale. Scoperto nel 1971, presenta un'orbita caratterizzata da un semiasse maggiore pari a 2,4191935 au e da un'eccentricità di 0,1288035, inclinata di 2,76786° rispetto all'eclittica.
L'asteroide era stato inizialmente battezzato 12628 Ackworthorr per poi essere corretto nella denominazione attuale.
L'asteroide è dedicato all'astronoma britannica Mary Acworth Evershed, nata Orr.